# Henry Du Pré Labouchère
Pour les articles homonymes, voir Pré (homonymie) et Labouchère.
Henry Du Pré Labouchère (né le 9 novembre 1831 et mort le 15 janvier 1912) était un homme politique, écrivain et auteur de théâtre britannique.

## Biographie
Il vit avec l'actrice Henrietta Hodson à partir de 1868 puis se marie avec elle en 1887.
1870-1871, pendant le siège de Paris, il est rapporteur pour le journal The Daily News et écrit régulièrement. Ces rapports sont ensuite publiés sous forme de livre.
En tant que journaliste, il fonde l'hebdomadaire satirique « Thruth » (vérité), qui parut de 1877 à 1957 et en 1890 a un tirage d'un million.
Il est membre du Parlement britannique dans les années 1860, puis de 1880 à 1906. On lui doit notamment l'amendement Labouchère de 1885, qui pénalise toute relation homosexuelle.
À l'été 1888, lors d'un dîner, alors que Whistler et Béatrice Godwin apparaissent en public en couple pour la première fois, avec l'artiste Louise Jopling ils insistent pour qu'ils se marient avant la fin de la semaine. Il organise le mariage le 11 août 1888 et en tant que député, il fait en sorte que l'aumônier de la Chambre des communes officie.

## Source de la traduction
- (en) Cet article est partiellement ou en totalité issu de l’article de Wikipédia en anglais intitulé « Henry Labouchère » (voir la liste des auteurs).